# Josef Weber
Josef Weber (Landau, 18 aprile 1898 – Landau, 5 marzo 1970) è stato un calciatore tedesco, di ruolo centrocampista.

## Carriera

### Nazionale
Ha giocato solo una partita con la Germania contro i Paesi Bassi in un pareggio per 2-2 nel 1927.